# The Jailbird
The Jailbird er en amerikansk stumfilm fra 1920 af Lloyd Ingraham.

## Medvirkende
- Douglas MacLean som Shakespeare Clancy
- Doris May som Alice Whitney
- Louis Morrison som 'Skeeter' Burns
- William Courtright som Noah Gibbs
- Wilbur Higby som Joel Harvey
- Otto Hoffman som Elkemah Pardee
- Monte Collins som Asa Grider
- Bert Woodruff som Binney
- Edith Yorke som Mrs. Whitney
- Joseph Hazelton som Alva Finch